# Travemünde
Travemünde (officiellt Lübeck-Travemünde) är en stadsdel i Lübeck i Schleswig-Holstein i Tyskland. Travemünde ligger vid Östersjön och floden Traves mynning i Lübeckbukten cirka 20 kilometer norr om Lübecks centrum. I Travemünde ligger Skandinavienkai, Tysklands största färjehamn vid Östersjökusten.

## Historik
Staden grundades av Henrik Lejonet på 1100-talet som ett fort för att skydda Traves mynning, och danskarna förstärkte senare fortet. År 1204 anlades den första hamnen. Travemünde blev en stad 1317 och 1329 en del av fristaden Lübeck, som den har tillhört sedan dess. Stadsmuren revs 1807. Sedan 1889 arrangeras kappseglingen Travemünder Woche. Idag är Skandinavienkai norra Europas största färjehamn med färjor till Sverige, Finland och flera av de baltiska staterna.

## Priwall och den inomtyska gränsen

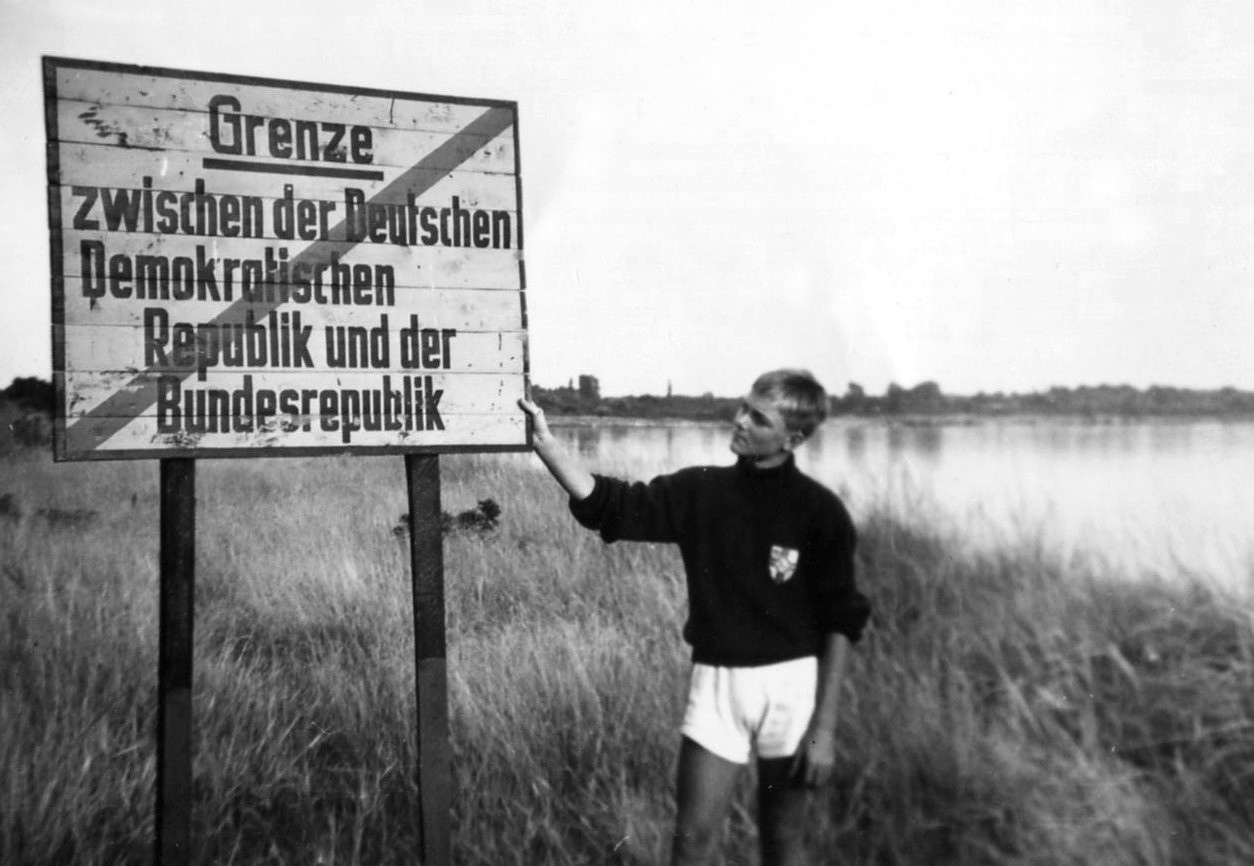
Vid inomtyska gränsen 1959.

Till Travemünde hör sedan 1226 även halvön Priwall som ligger öster om Traves mynning. Priwall är cirka tre kilometer lång och på grund av sin långa sandstrand ett omtyckt turistmål. Redan år 1847 inrättades här en badanstalt.
Mellan 1939 och 1945 var Priwall militärt spärrområde och 1940 byggdes en ubåtshamn. I den tidigare ubåtshamnen ligger numera fritidsbåtar och museiskeppet Passat. Priwall kan nås antingen via en fyra mil lång omväg på land eller med båt tvärs över Traves mynning.
Under kalla kriget, då Tyskland var delat, och fram till 1990 gick den nordligaste delen av den inomtyska gränsen över den östra delen av Priwall och ut i Östersjön. Efter Tysklands återförening går här gränsen mellan förbundsländerna Mecklenburg-Vorpommern och Schleswig-Holstein.

## Badort och sevärdheter
Sedan 1802 är Travemünde en badort. Den 1,7 kilometer långa sandstranden och strandpromenaden invigdes 1904. Sedan år 1957 får Travemünde beteckna sig som Seeheilbad. Promenaden renoverades och förstärktes åren 2010 till 2012. År 2005 invigdes en ny sjöbrygga som är 104 meter lång och 2,5 meter bred.
Travemündes gamla fyr uppfördes 1539 av holländska murare och är idag Tysklands äldsta fyr. Fyren släcktes 1972 och är sedan år 2004 ett museum. Ett vanligt turistmål är museiskeppet Passat som ligger ankrat i Priwalls hamn. Passat och den gamla fyren utgör stadens landmärken.
Norr om Travemünde sträcker sig Brodtener Ufer, som är ett brant, cirka fyra kilometer långt kustavsnitt längs med Östersjön. På den delvis 20 meter höga klippkusten leder en promenadstig. Brodtener Ufer är en aktiv klippkust som genom Östersjöns inverkan förlorar årligen 50 till 100 centimeter av sin landmassa, som huvudsakligen består av sand.

## Spelkasino
Travemünde tillhörde de främsta och äldsta kasinostäderna i Tyskland. Kasinoverksamheten började redan 1825. Casino Travemünde invigdes 1949 och stängde år 2012 då verksamheten flyttade till Lübeck. Sedan dess ligger ett hotell med restaurang i huset som drivs under namnet Columbia Hotel Travemünde.

## Bilder

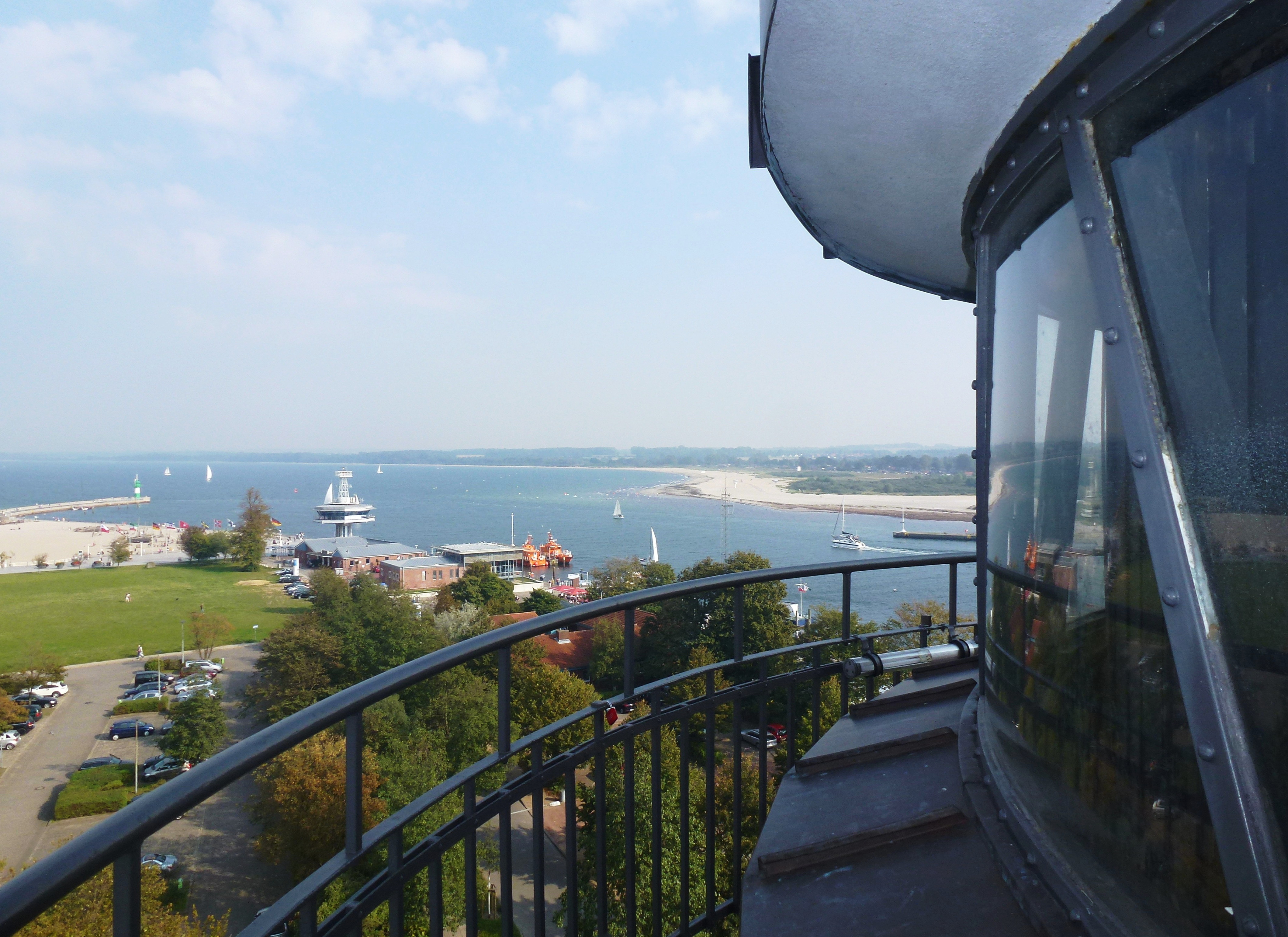
Vy från gamla fyrtornet.
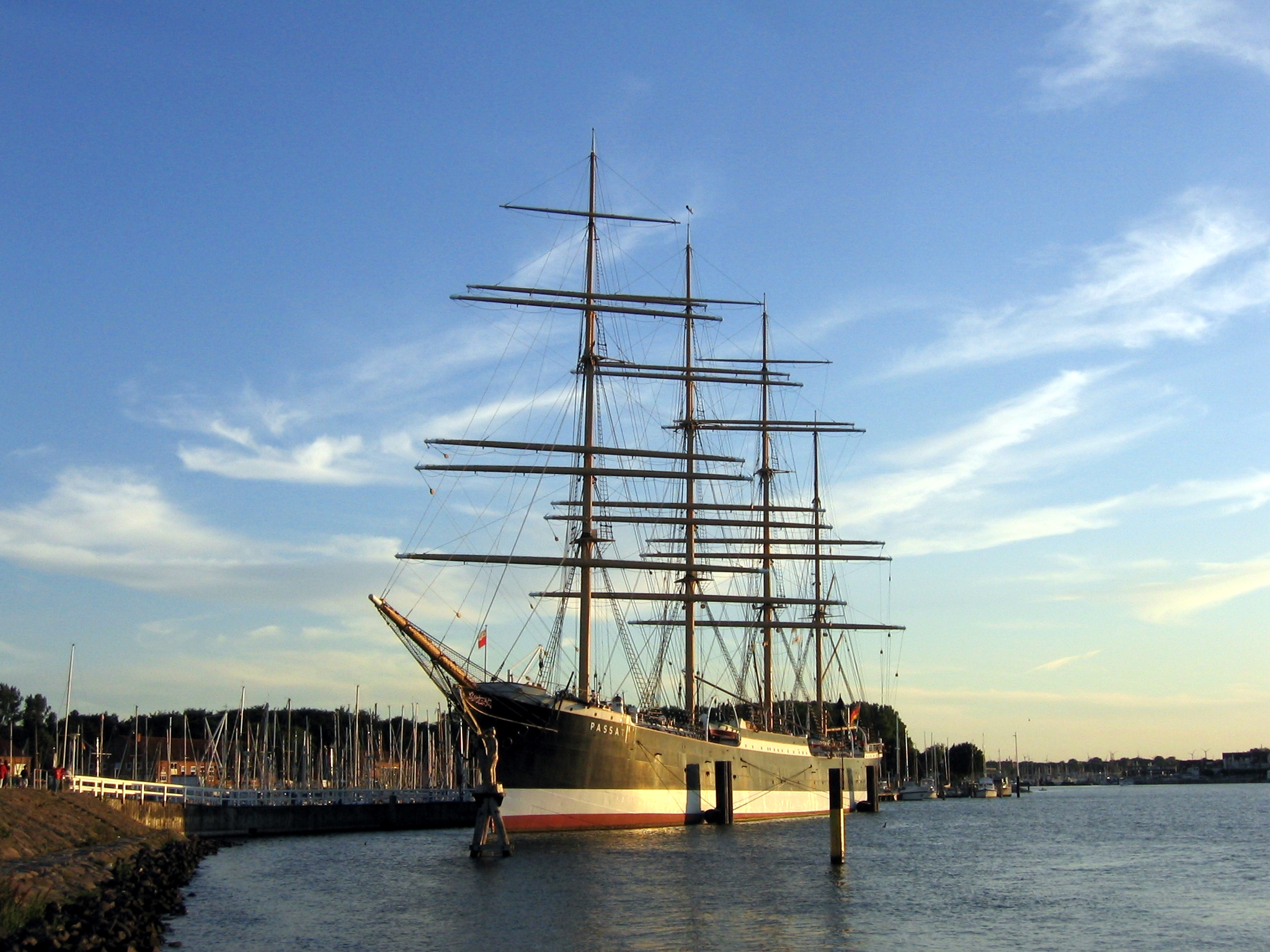
Segelfartyget Passat.
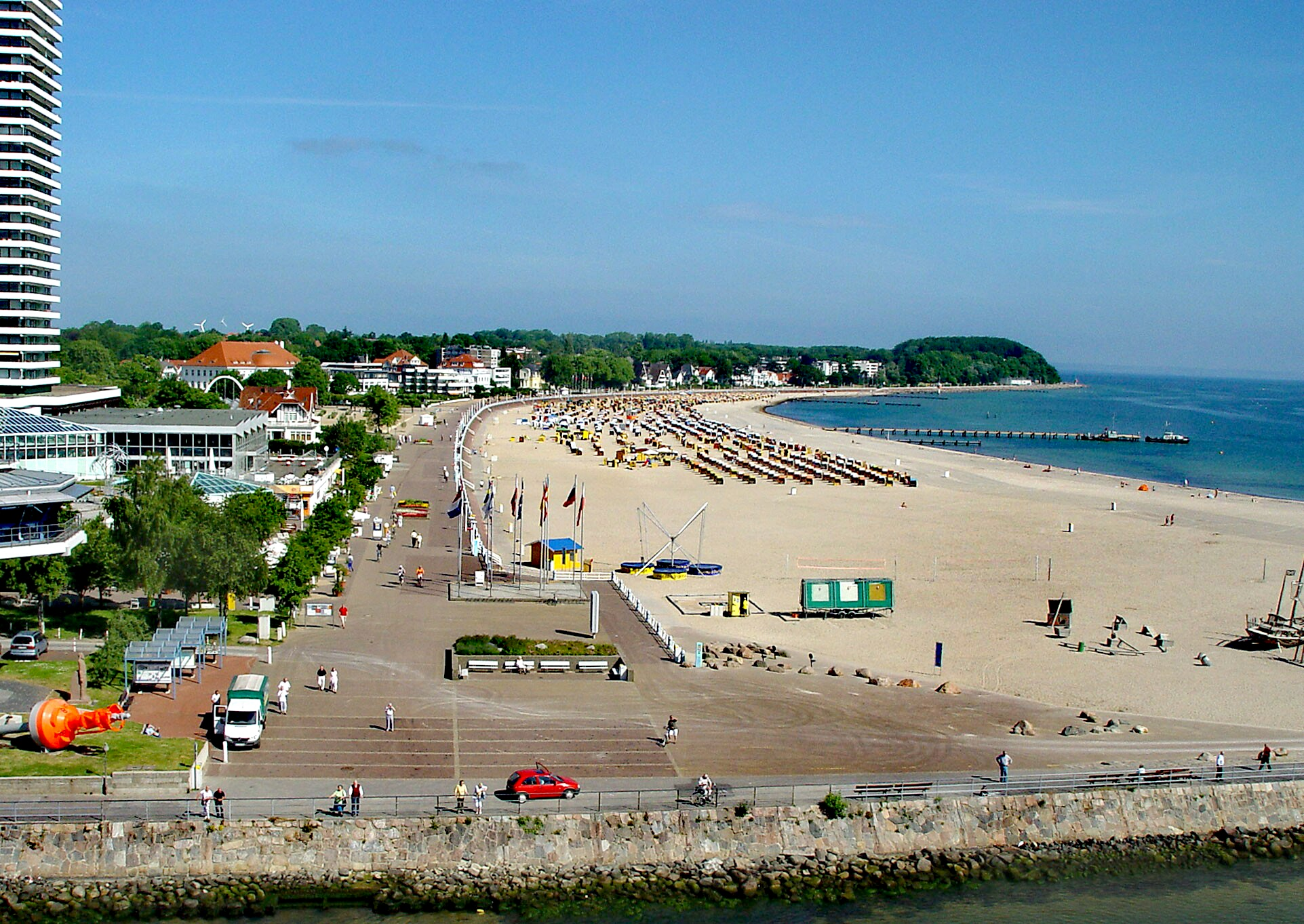
Stranden och promenaden.
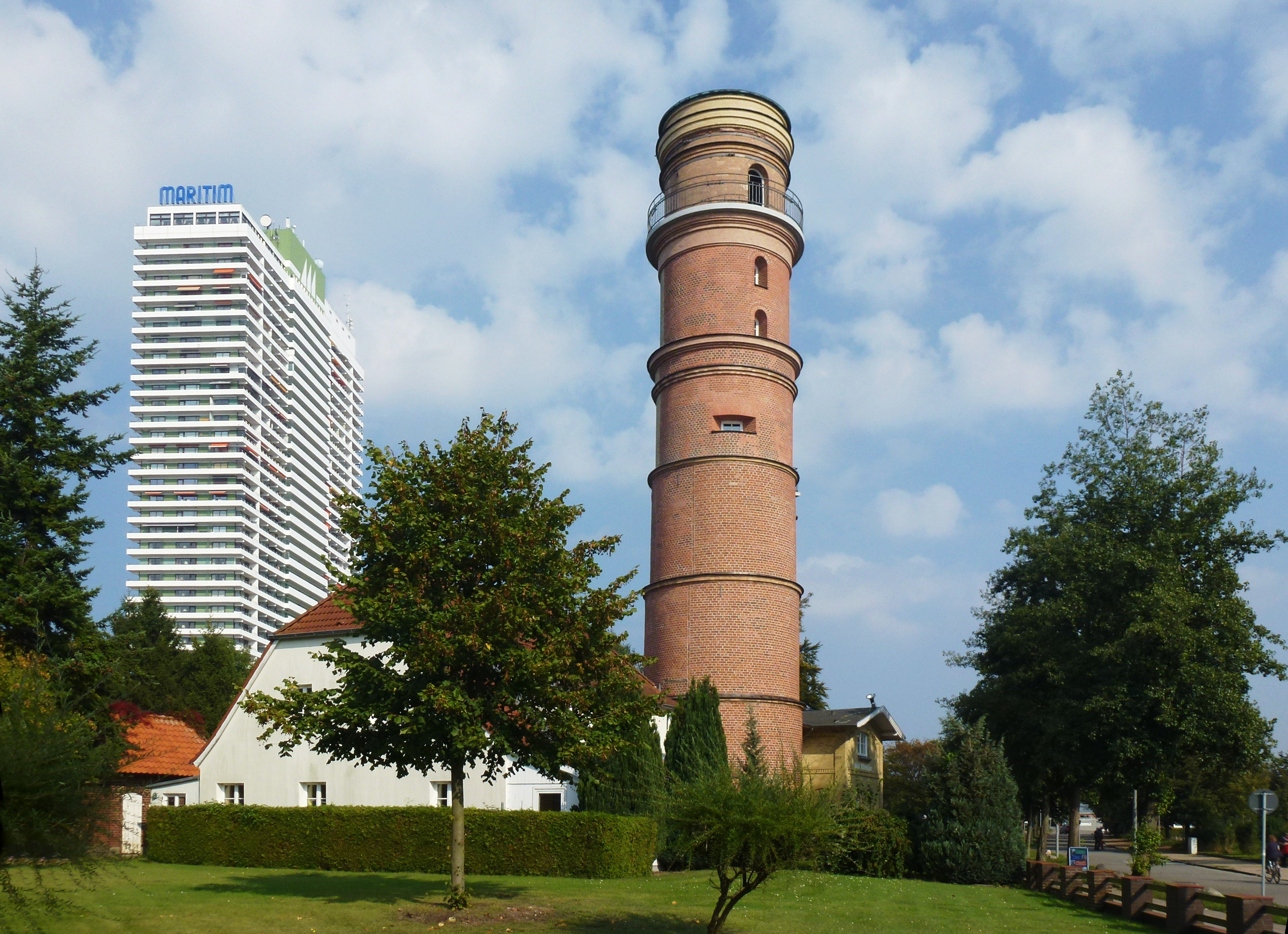
Travemündes gamla fyr.
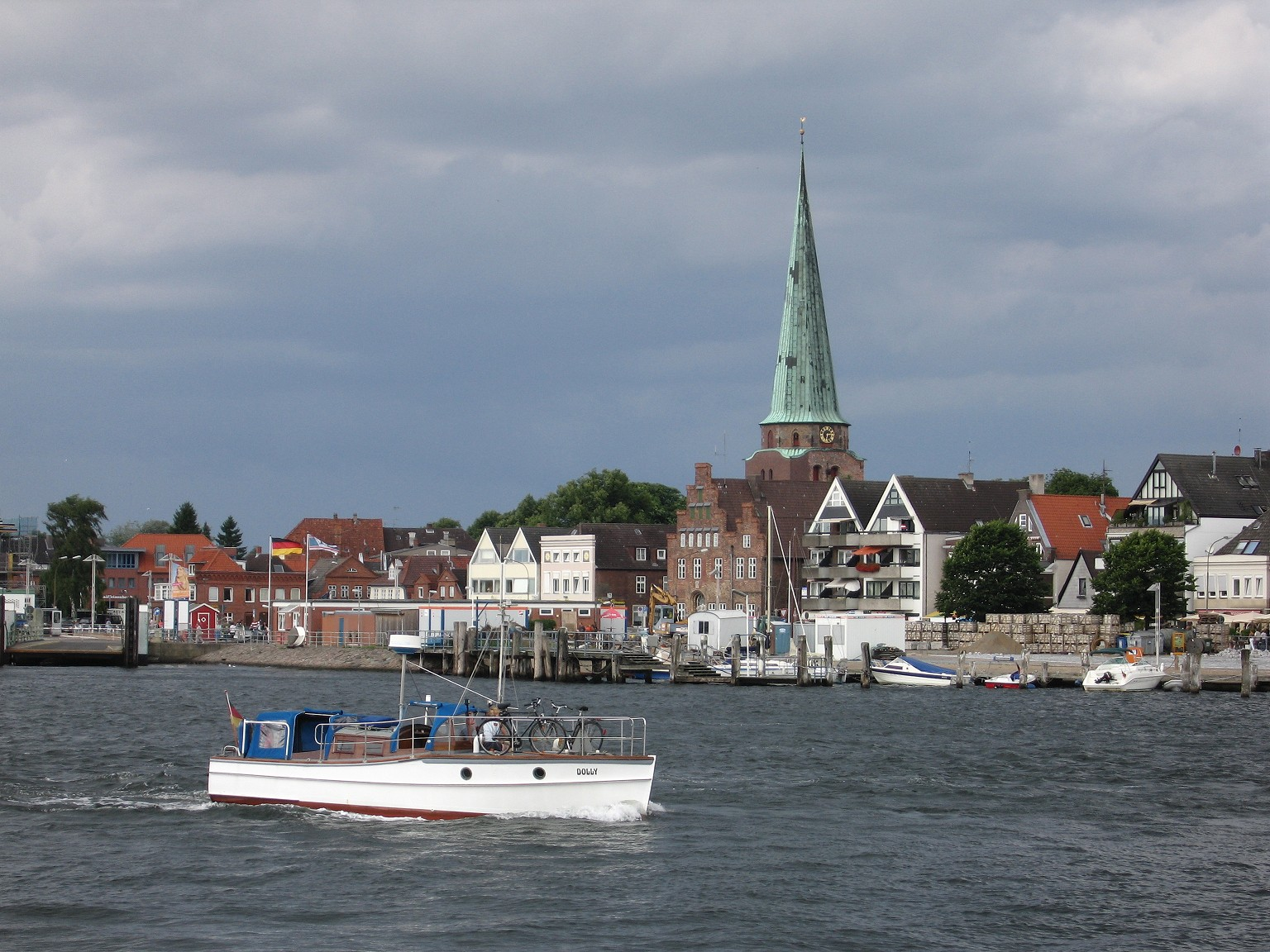
Altstadt och S:t Lorenzkyrkan.
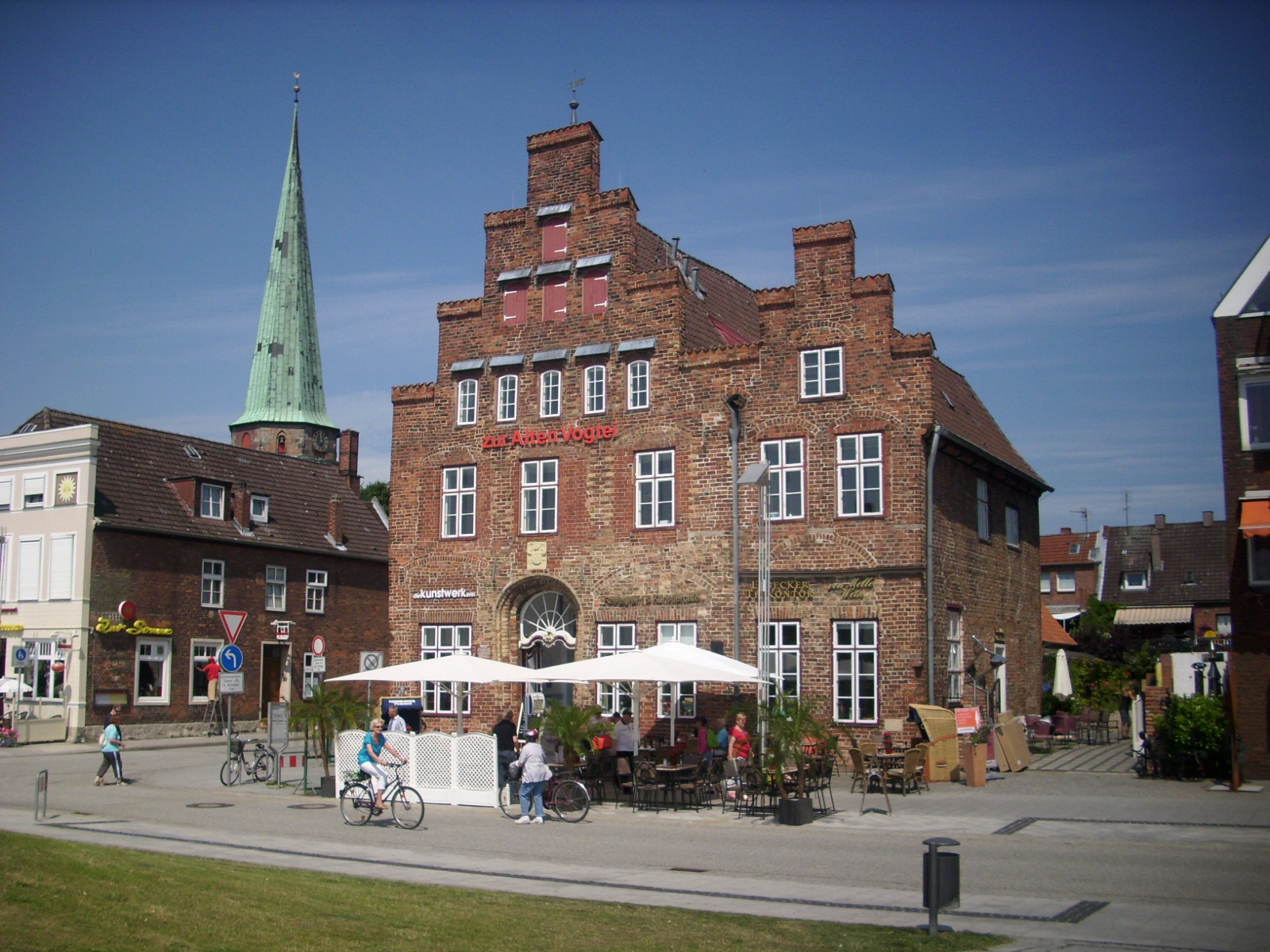
Zur Alten Vogtei.
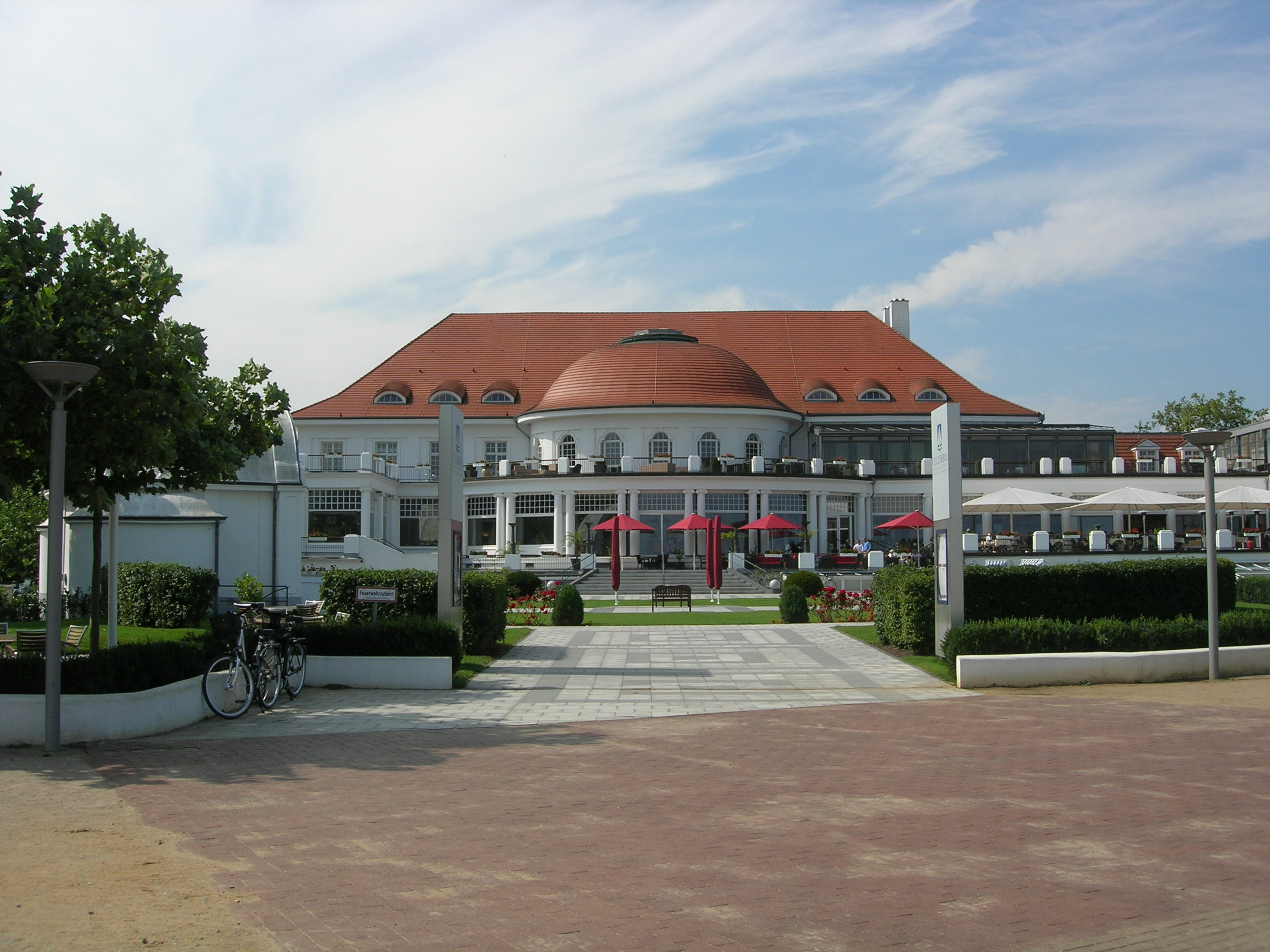
Columbia Hotel Travemünde.
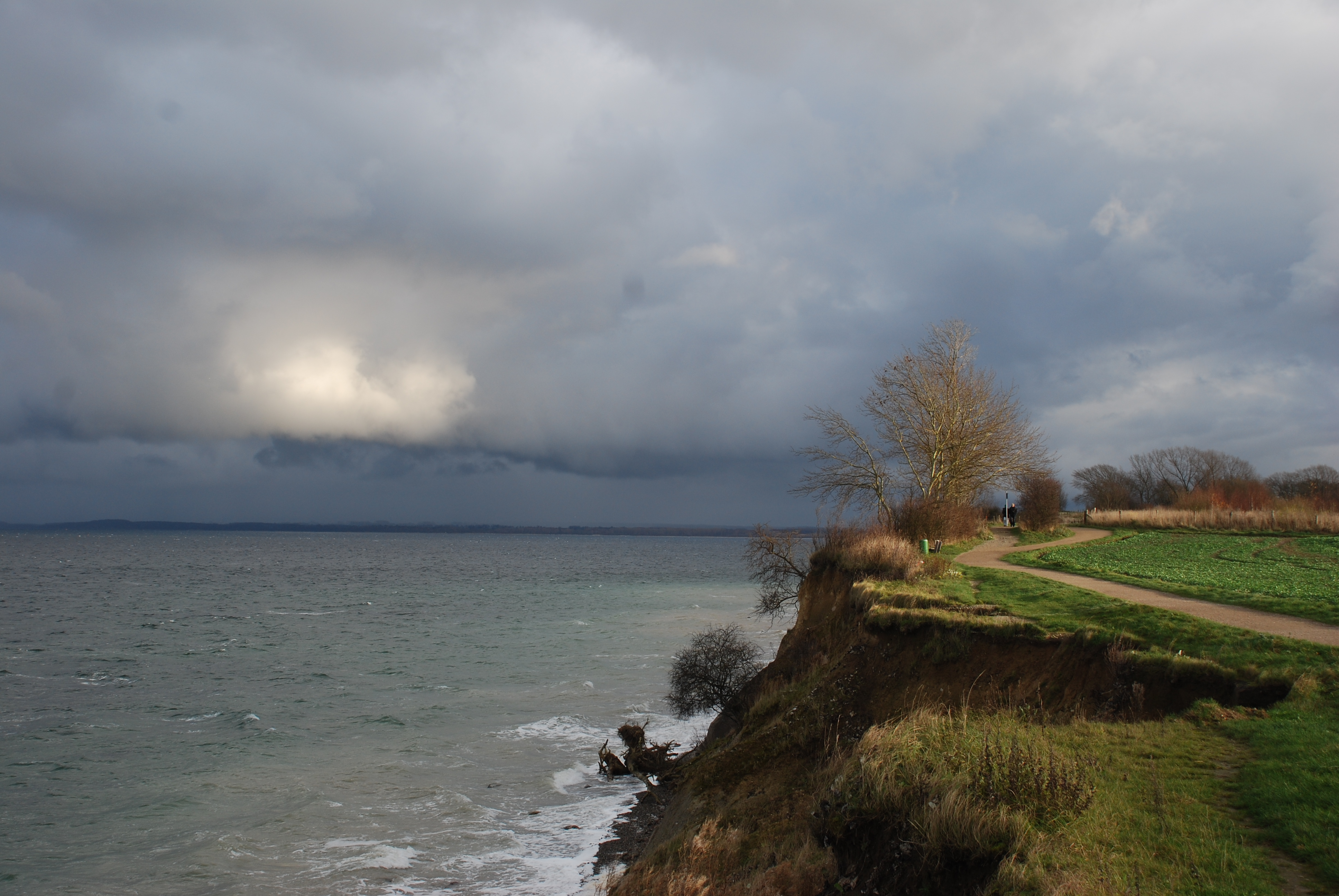
Brodtener Ufer.